# Списак насељених места у Француској: V
| A \| B \| C \| D \| E \| F \| G \| H \| I \| J \| K \| L \| M \| N \| O \| P \| Q \| R \| S \| T \| U \| V \| W \| X \| Y \| Z \| É |

- Vaas
- Vabre
- Vabre-Tizac
- Vabres (Cantal)
- Vabres (Gard)
- Vabres-l'Abbaye
- Vacherauville
- Vacheresse
- Vacheresse-et-la-Rouillie
- Vachères
- Vachères-en-Quint
- Vacognes-Neuilly
- Vacquerie
- Vacquerie-et-Saint-Martin-de-Castries
- Vacquerie-le-Boucq
- Vacqueriette-Erquières
- Vacqueville
- Vacqueyras
- Vacquiers
- Vacquières
- Vadans (Haute-Saône)
- Vadans (Jura)
- Vadelaincourt
- Vadenay
- Vadencourt (Aisne)
- Vadencourt (Somme)
- Vadonville
- Vagnas
- Vagney
- Vahl-lès-Bénestroff
- Vahl-lès-Faulquemont
- Vaiges
- Vailhan
- Vailhauquès
- Vailhourles
- Vaillac
- Vaillant
- Vailly (Aube)
- Vailly (Haute-Savoie)
- Vailly-sur-Aisne
- Vailly-sur-Sauldre
- Vains
- Vaire-Arcier
- Vaire-le-Petit
- Vaire-sous-Corbie
- Vaires-sur-Marne
- Vairé
- Vaison-la-Romaine
- Vaite
- Vaivre
- Vaivre-et-Montoille
- Val (Francja)
- Val d'Isère
- Val-Maravel
- Val-Saint-Eloi
- Val-Saint-Germain
- Val-Saint-Père
- Val-Suzon
- Val-d'Ajol
- Val-d'Auzon
- Val-d'Epy
- Val-d'Esnoms
- Val-d'Izé
- Val-d'Ornain
- Val-d'Orvin
- Val-de-Bride
- Val-de-Chalvagne
- Val-de-Fier
- Val-de-Gouhenans
- Val-de-Mercy
- Val-de-Meuse
- Вал д Реј
- Val-de-Roulans
- Val-de-Saâne
- Val-de-Vesle
- Val-de-Vière
- Val-de-la-Haye
- Val-des-Marais
- Val-des-Prés
- Val-et-Châtillon
- Valady
- Valailles
- Valaire
- Valanjou
- Valaurie
- Valavoire
- Valay
- Valbeleix
- Valbelle
- Valbois
- Valbonnais
- Valbonne
- Valcabrère
- Valcanville
- Valcivières
- Valcourt
- Valdahon
- Valdampierre
- Valdeblore
- Valderiès
- Valderoure
- Valdieu-Lutran
- Valdivienne
- Valdoie
- Valdrôme
- Valdurenque
- Valdécie
- Valeille
- Valeilles
- Valeins
- Valempoulières
- Valence (Charente)
- Valence (Drôme)
- Valence (Tarn-et-Garonne)
- Valence-d'Albigeois
- Valence-en-Brie
- Valence-sur-Baïse
- Valenciennes
- Valencin
- Valencogne
- Valennes
- Valensole
- Valentigney
- Valentine (Haute-Garonne)
- Valenton
- Valençay
- Valergues
- Valernes
- Valescourt
- Valette (Cantal)
- Valette (Isère)
- Valeuil
- Valeyrac
- Valezan
- Valff
- Valfin-sur-Valouse
- Valflaunès
- Valfleury
- Valframbert
- Valfroicourt
- Valgorge
- Valhey
- Valhuon
- Valiergues
- Valignat
- Valigny
- Valines
- Valjouffrey
- Valjouze
- Valla
- Valla-en-Gier
- Vallabrix
- Vallabrègues
- Vallan
- Vallans
- Vallant-Saint-Georges
- Vallauris
- Valle-d'Alesani
- Valle-d'Orezza
- Valle-di-Campoloro
- Valle-di-Mezzana
- Valle-di-Rostino
- Vallecalle
- Valleiry
- Vallenay
- Vallentigny
- Vallerange
- Valleraugue
- Valleret
- Vallereuil
- Vallerois-Lorioz
- Vallerois-le-Bois
- Valleroy (Doubs)
- Valleroy (Haute-Marne)
- Valleroy (Meurthe-et-Moselle)
- Valleroy-aux-Saules
- Valleroy-le-Sec
- Vallery
- Vallesvilles
- Vallet
- Valletot
- Vallica
- Valliguières
- Valliquerville
- Vallières (Aube)
- Vallières (Creuse)
- Vallières (Haute-Savoie)
- Valloire
- Vallois (Meurthe-et-Moselle)
- Vallois (Vosges)
- Vallon-Pont-d'Arc
- Vallon-en-Sully
- Vallon-sur-Gée
- Vallorcine
- Vallouise
- Vallègue
- Vallères
- Vallée
- Vallée-Mulâtre
- Vallée-au-Blé
- Vallérargues
- Valmanya
- Valmascle
- Valmeinier
- Valmestroff
- Valmigère
- Valmont (Moselle)
- Valmont (Seine-Maritime)
- Valmunster
- Valmy
- Valognes
- Valojoulx
- Valonne
- Valoreille
- Valouse
- Valprionde
- Valprivas
- Valpuiseaux
- Valras-Plage
- Valros
- Valroufié
- Valréas
- Vals
- Vals-des-Tilles
- Vals-le-Chastel
- Vals-les-Bains
- Vals-près-le-Puy
- Valsemé
- Valserres
- Valsonne
- Valtin
- Valuéjols
- Valvignères
- Valz-sous-Châteauneuf
- Valzergues
- Vanault-le-Châtel
- Vanault-les-Dames
- Vanclans
- Vancé
- Vandeins
- Vandelainville
- Vandelans
- Vandeléville
- Vandenesse
- Vandenesse-en-Auxois
- Vandeuil
- Vandières (Marne)
- Vandières (Meurthe-et-Moselle)
- Vandoncourt
- Vandrimare
- Vandré
- Vandy
- Vandélicourt
- Vandœuvre-lès-Nancy
- Vanlay
- Vannaire
- Vanne
- Vanneau
- Vannecourt
- Vannecrocq
- Vannes
- Vannes-le-Châtel
- Vannes-sur-Cosson
- Vannoz
- Vanosc
- Vans
- Vantoux
- Vantoux-et-Longevelle
- Vanves
- Vanvey
- Vanvillé
- Vanxains
- Vany
- Vanzac
- Vanzay
- Vanzy
- Vançais
- Vaour
- Varacieux
- Varades
- Varages
- Varaignes
- Varaire
- Varaize
- Varambon
- Varanges
- Varangéville
- Varaville
- Varces-Allières-et-Risset
- Vareilles (Creuse)
- Vareilles (Saône-et-Loire)
- Vareilles (Yonne)
- Varen
- Varengeville-sur-Mer
- Varenguebec
- Varenne
- Varenne-Saint-Germain
- Varenne-l'Arconce
- Varenne-sur-le-Doubs
- Varennes (Dordogne)
- Varennes (Haute-Garonne)
- Varennes (Indre-et-Loire)
- Varennes (Somme)
- Varennes (Tarn-et-Garonne)
- Varennes (Vienne)
- Varennes (Yonne)
- Varennes-Changy
- Varennes-Jarcy
- Varennes-Saint-Honorat
- Varennes-Saint-Sauveur
- Varennes-Vauzelles
- Varennes-en-Argonne
- Varennes-le-Grand
- Varennes-lès-Mâcon
- Varennes-lès-Narcy
- Varennes-sous-Dun
- Varennes-sur-Allier
- Varennes-sur-Fouzon
- Varennes-sur-Loire
- Varennes-sur-Morge
- Varennes-sur-Seine
- Varennes-sur-Tèche
- Varennes-sur-Usson
- Varesnes
- Varessia
- Varetz
- Varilhes
- Varinfroy
- Variscourt
- Varize (Eure-et-Loir)
- Varize (Moselle)
- Varmonzey
- Varneville-Bretteville
- Varnéville
- Varogne
- Varois-et-Chaignot
- Varouville
- Varrains
- Varreddes
- Vars (Charente)
- Vars (Haute-Saône)
- Vars (Hautes-Alpes)
- Vars-sur-Roseix
- Varsberg
- Varzay
- Varzy
- Varès
- Vascœuil
- Vasles
- Vasperviller
- Vassel
- Vasselay
- Vasselin
- Vassens
- Vasseny
- Vassieux-en-Vercors
- Vassimont-et-Chapelaine
- Vassincourt
- Vassogne
- Vassonville
- Vassy (Calvados)
- Vassy (Yonne)
- Vast
- Vasteville
- Vastres
- Vatan
- Vathiménil
- Vatierville
- Vatilieu
- Vatimont
- Vatry
- Vattetot-sous-Beaumont
- Vattetot-sur-Mer
- Vatteville
- Vatteville-la-Rue
- Vaubadon
- Vauban (Saône-et-Loire)
- Vaubecourt
- Vaubexy
- Vaucelles
- Vaucelles-et-Beffecourt
- Vauchamps (Doubs)
- Vauchamps (Marne)
- Vauchassis
- Vauchelles
- Vauchelles-les-Quesnoy
- Vauchelles-lès-Authie
- Vauchelles-lès-Domart
- Vauchignon
- Vauchonvilliers
- Vauchoux
- Vauchrétien
- Vauciennes (Marne)
- Vauciennes (Oise)
- Vauclaix
- Vauclerc
- Vaucluse (Doubs)
- Vauclusotte
- Vaucogne
- Vauconcourt-Nervezain
- Vaucouleurs
- Vaucourt
- Vaucourtois
- Vaucresson
- Vaudancourt
- Vaudebarrier
- Vaudelnay
- Vaudeloges
- Vaudemanges
- Vaudes
- Vaudesincourt
- Vaudesson
- Vaudeurs
- Vaudevant
- Vaudeville
- Vaudeville-le-Haut
- Vaudigny
- Vaudioux
- Vaudoncourt (Meuse)
- Vaudoncourt (Vosges)
- Vaudoué
- Vaudoy-en-Brie
- Vaudreching
- Vaudrecourt
- Vaudreuille
- Vaudreville
- Vaudrey
- Vaudricourt (Pas-de-Calais)
- Vaudricourt (Somme)
- Vaudrimesnil
- Vaudringhem
- Vaudrivillers
- Vaudry
- Vaudrémont
- Vaudémont
- Vaudéville
- Vaufrey
- Vaugines
- Vaugneray
- Vaugrigneuse
- Vauhallan
- Vaujany
- Vaujours
- Vaulandry
- Vaulmier
- Vaulnaveys-le-Bas
- Vaulnaveys-le-Haut
- Vaulry
- Vault-de-Lugny
- Vaulx (Haute-Savoie)
- Vaulx (Pas-de-Calais)
- Vaulx-Milieu
- Vaulx-Vraucourt
- Vaulx-en-Velin
- Vaumain
- Vaumas
- Vaumeilh
- Vaumoise
- Vaumort
- Vaunac
- Vaunaveys-la-Rochette
- Vaunoise
- Vaupalière
- Vaupillon
- Vaupoisson
- Vauquois
- Vaureilles
- Vauroux
- Vausseroux
- Vautebis
- Vauthiermont
- Vautorte
- Vauvenargues
- Vauvert
- Vauville (Calvados)
- Vauville (Manche)
- Vauvillers (Somme)
- Vaux (Allier)
- Vaux (Haute-Garonne)
- Vaux (Moselle)
- Vaux (Vienne)
- Vaux-Andigny
- Vaux-Champagne
- Vaux-Lavalette
- Vaux-Montreuil
- Vaux-Rouillac
- Vaux-Saules
- Vaux-Villaine
- Vaux-devant-Damloup
- Vaux-en-Amiénois
- Vaux-en-Beaujolais
- Vaux-en-Bugey
- Vaux-en-Dieulet
- Vaux-en-Pré
- Vaux-en-Vermandois
- Vaux-et-Chantegrue
- Vaux-le-Moncelot
- Vaux-le-Pénil
- Vaux-les-Prés
- Vaux-lès-Mouron
- Vaux-lès-Mouzon
- Vaux-lès-Palameix
- Vaux-lès-Rubigny
- Vaux-lès-Saint-Claude
- Vaux-sous-Aubigny
- Vaux-sur-Aure
- Vaux-sur-Blaise
- Vaux-sur-Eure
- Vaux-sur-Lunain
- Vaux-sur-Mer
- Vaux-sur-Poligny
- Vaux-sur-Saint-Urbain
- Vaux-sur-Seine
- Vaux-sur-Seulles
- Vaux-sur-Somme
- Vaux-sur-Vienne
- Vauxaillon
- Vauxbons
- Vauxbuin
- Vauxcéré
- Vauxrenard
- Vauxreziz
- Vauxtin
- Vavincourt
- Vavray-le-Grand
- Vavray-le-Petit
- Vaxainville
- Vaxoncourt
- Vaxy
- Vay
- Vaychis
- Vaylats
- Vayrac
- Vayres (Gironde)
- Vayres (Haute-Vienne)
- Vayres-sur-Essonne
- Vazeilles-Limandre
- Vazeilles-près-Saugues
- Vazerac
- Vaïssac
- Veauce
- Veauche
- Veauchette
- Veaugues
- Veaunes
- Veauville-lès-Baons
- Veauville-lès-Quelles
- Vebret
- Vebron
- Veckersviller
- Veckring
- Vecoux
- Vecquemont
- Vecqueville
- Vedène
- Veigné
- Veigy-Foncenex
- Veilhes
- Veilleins
- Veilly
- Veix
- Velaine-en-Haye
- Velaine-sous-Amance
- Velaines
- Velanne
- Velars-sur-Ouche
- Velaux
- Velennes (Oise)
- Velennes (Somme)
- Velesmes-Echevanne
- Velesmes-Essarts
- Velet
- Velle-le-Châtel
- Velle-sur-Moselle
- Vellechevreux-et-Courbenans
- Velleclaire
- Vellefaux
- Vellefrey-et-Vellefrange
- Vellefrie
- Velleguindry-et-Levrecey
- Velleminfroy
- Vellemoz
- Velleron
- Vellerot-lès-Belvoir
- Vellerot-lès-Vercel
- Velles (Haute-Marne)
- Velles (Indre)
- Vellescot
- Vellevans
- Vellexon-Queutrey-et-Vaudey
- Velloreille-lès-Choye
- Velluire
- Vellèches
- Velogny
- Velone-Orneto
- Velorcey
- Velosnes
- Velotte-et-Tatignécourt
- Velving
- Velzic
- Venables
- Venaco
- Venansault
- Venanson
- Venarey-les-Laumes
- Venarsal
- Venas
- Venasque
- Vence
- Vendargues
- Vendat
- Vendays-Montalivet
- Vendegies-au-Bois
- Vendegies-sur-Ecaillon
- Vendel
- Vendelles
- Vendelée
- Vendenesse-lès-Charolles
- Vendenesse-sur-Arroux
- Vendenheim
- Vendes
- Vendeuil
- Vendeuil-Caply
- Vendeuvre-du-Poitou
- Vendeuvre-sur-Barse
- Vendeville
- Vendhuile
- Vendin-le-Vieil
- Vendin-lès-Béthune
- Vendine
- Vendières
- Vendoeuvres
- Vendoire
- Vendranges
- Vendrennes
- Vendres
- Vendresse
- Vendresse-Beaulne
- Vendrest
- Vendue-Mignot
- Vendémian
- Vendôme
- Venelles
- Venerque
- Venesmes
- Venette
- Veneux-les-Sablons
- Veney
- Vengeons
- Venise
- Venisey
- Venizel
- Venizy
- Vennans
- Vennecy
- Vennes
- Vennezey
- Venon (Eure)
- Venon (Isère)
- Venouse
- Venoy
- Vensac
- Vensat
- Ventabren
- Ventavon
- Ventelay
- Ventenac
- Ventenac-Cabardès
- Ventenac-en-Minervois
- Venterol (Alpes-de-Haute-Provence)
- Venterol (Drôme)
- Ventes-Saint-Rémy
- Ventes-de-Bourse
- Venteuges
- Venteuil
- Venthon
- Ventiseri
- Ventouse
- Ventron
- Ventrouze
- Venzolasca
- Venère
- Ver
- Ver-lès-Chartres
- Ver-sur-Launette
- Ver-sur-Mer
- Verberie
- Verbiesles
- Vercel-Villedieu-le-Camp
- Verchain-Maugré
- Verchaix
- Vercheny
- Verchers-sur-Layon
- Verchin
- Verchocq
- Vercia
- Verclause
- Vercoiran
- Vercourt
- Verdaches
- Verdalle
- Verdelais
- Verdelot
- Verdenal
- Verderel-lès-Sauqueuse
- Verderonne
- Verdes
- Verdets
- Verdier
- Verdigny
- Verdille
- Verdilly
- Verdière
- Verdon (Dordogne)
- Verdon (Marne)
- Verdonnet
- Verdun (Ariège)
- Verdun (Meuse)
- Verdun-en-Lauragais
- Verdun-sur-Garonne
- Verdun-sur-le-Doubs
- Verdèse
- Vereaux
- Verel-Pragondran
- Verel-de-Montbel
- Verfeil (Haute-Garonne)
- Verfeil (Tarn-et-Garonne)
- Verfeuil
- Vergaville
- Vergenne
- Vergeroux
- Verges
- Vergetot
- Vergezac
- Vergheas
- Vergies
- Vergigny
- Vergisson
- Vergne
- Vergné
- Vergoignan
- Vergoncey
- Vergongheon
- Vergonnes
- Vergons
- Vergranne
- Vergt
- Vergt-de-Biron
- Verguier
- Vergèze
- Vergéal
- Verjon
- Verjux
- Verlans
- Verlhac-Tescou
- Verlin
- Verlincthun
- Verlinghem
- Verlus
- Vermand
- Vermelles
- Vermenton
- Vermont (Vosges)
- Vern-d'Anjou
- Vern-sur-Seiche
- Vernais
- Vernaison
- Vernajoul
- Vernancourt
- Vernantes
- Vernantois
- Vernarède
- Vernas
- Vernassal
- Vernaux
- Vernay
- Vernaz
- Verne (Doubs)
- Verneiges
- Verneil
- Verneix
- Vernelle
- Vernet (Allier)
- Vernet (Alpes-de-Haute-Provence)
- Vernet (Ariège)
- Vernet (Haute-Garonne)
- Vernet (Haute-Loire)
- Vernet-Sainte-Marguerite
- Vernet-la-Varenne
- Vernet-les-Bains
- Verneugheol
- Verneuil (Charente)
- Verneuil (Cher)
- Verneuil (Marne)
- Verneuil (Nièvre)
- Verneuil-Grand
- Verneuil-Moustiers
- Verneuil-Petit
- Verneuil-en-Bourbonnais
- Verneuil-en-Halatte
- Verneuil-l'Etang
- Verneuil-le-Château
- Verneuil-sous-Coucy
- Verneuil-sur-Avre
- Verneuil-sur-Igneraie
- Verneuil-sur-Indre
- Verneuil-sur-Seine
- Verneuil-sur-Serre
- Verneuil-sur-Vienne
- Verneusses
- Vernie
- Vernierfontaine
- Vernines
- Verniolle
- Vernioz
- Vernix
- Vernoil
- Vernois
- Vernois-lès-Belvoir
- Vernois-lès-Vesvres
- Vernois-sur-Mance
- Vernols
- Vernon (Ardèche)
- Vernon (Eure)
- Vernon (Vienne)
- Vernonvilliers
- Vernosc-lès-Annonay
- Vernot
- Vernotte
- Vernou-en-Sologne
- Vernou-la-Celle-sur-Seine
- Vernou-sur-Brenne
- Vernouillet (Eure-et-Loir)
- Vernouillet (Yvelines)
- Vernoux
- Vernoux-en-Gâtine
- Vernoux-en-Vivarais
- Vernoux-sur-Boutonne
- Vernoy (Doubs)
- Vernoy (Yonne)
- Vernusse
- Verny
- Vernègues
- Vernéville
- Vero
- Verosvres
- Verpel
- Verpillière
- Verpillières
- Verpillières-sur-Ource
- Verquigneul
- Verquin
- Verquières
- Verrens-Arvey
- Verreries-de-Moussans
- Verrey-sous-Drée
- Verrey-sous-Salmaise
- Verricourt
- Verrie (Maine-et-Loire)
- Verrière
- Verrières (Aube)
- Verrières (Aveyron)
- Verrières (Charente)
- Verrières (Marne)
- Verrières (Orne)
- Verrières (Puy-de-Dôme)
- Verrières (Vienne)
- Verrières-de-Joux
- Verrières-du-Grosbois
- Verrières-le-Buisson
- Verrue
- Verruyes
- Vers (Haute-Savoie)
- Vers (Lot)
- Vers (Saône-et-Loire)
- Vers-Pont-du-Gard
- Vers-en-Montagne
- Vers-sous-Sellières
- Vers-sur-Méouge
- Vers-sur-Selles
- Versailleux
- Versainville
- Versanne
- Versaugues
- Verseilles-le-Bas
- Verseilles-le-Haut
- Versigny (Aisne)
- Versigny (Oise)
- Versols-et-Lapeyre
- Verson
- Versonnex (Ain)
- Versonnex (Haute-Savoie)
- Versoud
- Vert (Deux-Sèvres)
- Vert (Landes)
- Vert (Yvelines)
- Vert-Saint-Denis
- Vert-Toulon
- Vert-en-Drouais
- Vert-le-Grand
- Vert-le-Petit
- Vertain
- Vertaizon
- Vertamboz
- Vertault
- Verteillac
- Verteuil-d'Agenais
- Verteuil-sur-Charente
- Verthemex
- Vertheuil
- Vertolaye
- Verton
- Vertou
- Vertrieu
- Vertus
- Vervant (Charente)
- Vervant (Charente-Maritime)
- Vervezelle
- Vervins
- Verzeille
- Verzenay
- Verzy
- Verzé
- Vesaignes-sous-Lafauche
- Vesaignes-sur-Marne
- Vesancy
- Vesc
- Vescemont
- Vescheim
- Vescles
- Vescours
- Vescovato (Francja)
- Vesdun
- Vesles-et-Caumont
- Veslud
- Vesly (Eure)
- Vesly (Manche)
- Vesoul
- Vespière
- Vesseaux
- Vessey
- Vestric-et-Candiac
- Vesvres
- Vesvres-sous-Chalancey
- Veuil
- Veuilly-la-Poterie
- Veules-les-Roses
- Veulettes-sur-Mer
- Veurdre
- Veurey-Voroize
- Veuve
- Veuves
- Veuvey-sur-Ouche
- Veuxhaulles-sur-Aube
- Vevy
- Vexaincourt
- Vey
- Veynes
- Veyrac
- Veyras
- Veyre-Monton
- Veyreau
- Veyrier-du-Lac
- Veyrignac
- Veyrines-de-Domme
- Veyrines-de-Vergt
- Veyrins-Thuellin
- Veyrières (Cantal)
- Veyrières (Corrèze)
- Veys
- Veyssilieu
- Vez
- Vezels-Roussy
- Vezet
- Vezin-le-Coquet
- Vezins
- Vezot
- Vezzani
- Viabon
- Viala-du-Pas-de-Jaux
- Viala-du-Tarn
- Vialas
- Vialer
- Viam
- Viane
- Vianges
- Vianne
- Vias
- Viazac
- Vibal
- Vibersviller
- Vibeuf
- Vibrac (Charente)
- Vibrac (Charente-Maritime)
- Vibraye
- Vic-Fezensac
- Vic-de-Chassenay
- Vic-des-Prés
- Vic-en-Bigorre
- Vic-la-Gardiole
- Vic-le-Comte
- Vic-le-Fesq
- Vic-sous-Thil
- Vic-sur-Aisne
- Vic-sur-Cère
- Vic-sur-Seille
- Vicdessos
- Vicel
- Vichel
- Vichel-Nanteuil
- Vicherey
- Vichères
- Vico (Francja)
- Vicogne
- Vicomté-sur-Rance
- Vicq (Allier)
- Vicq (Haute-Marne)
- Vicq (Nord)
- Vicq (Yvelines)
- Vicq-Exemplet
- Vicq-d'Auribat
- Vicq-sur-Breuilh
- Vicq-sur-Gartempe
- Vicq-sur-Nahon
- Vicques
- Victot-Pontfol
- Vidai
- Vidaillac
- Vidaillat
- Vidauban
- Videcosville
- Videix
- Videlles
- Vidou
- Vidouville
- Vidouze
- Viefvillers
- Vieil-Baugé
- Vieil-Dampierre
- Vieil-Hesdin
- Vieil-Moutier
- Vieille-Brioude
- Vieille-Chapelle
- Vieille-Église
- Vieille-Église-en-Yvelines
- Vieille-Loye
- Vieille-Toulouse
- Vieilles-Maisons-sur-Joudry
- Vieillespesse
- Vieillevie
- Vieillevigne (Haute-Garonne)
- Vieillevigne (Loire-Atlantique)
- Vieilley
- Vieilmoulin
- Viel-Arcy
- Viel-Saint-Remy
- Viella (Gers)
- Vielle-Adour
- Vielle-Aure
- Vielle-Louron
- Vielle-Saint-Girons
- Vielle-Soubiran
- Vielle-Tursan
- Viellenave-d'Arthez
- Viellenave-de-Navarrenx
- Vielleségure
- Vielmanay
- Vielmur-sur-Agout
- Vielprat
- Viels-Maisons
- Vielverge
- Viennay
- Vienne (Isère)
- Vienne-en-Bessin
- Vienne-en-Val
- Vienne-la-Ville
- Vienne-le-Château
- Viens
- Vienville
- Vier-Bordes
- Viersat
- Vierville (Eure-et-Loir)
- Vierville (Manche)
- Vierville-sur-Mer
- Vierzon
- Vierzy
- Viesly
- Viessoix
- Vieu
- Vieu-d'Izenave
- Vieure
- Vieussan
- Vieuvicq
- Vieuvy
- Vieux (Calvados)
- Vieux (Tarn)
- Vieux-Berquin
- Vieux-Boucau-les-Bains
- Vieux-Bourg (Calvados)
- Vieux-Bourg (Côtes-d'Armor)
- Vieux-Champagne
- Vieux-Charmont
- Vieux-Château
- Vieux-Condé
- Vieux-Cérier
- Vieux-Ferrette
- Vieux-Fumé
- Vieux-Lixheim
- Vieux-Manoir
- Vieux-Marché
- Vieux-Mareuil
- Vieux-Mesnil
- Vieux-Moulin (Oise)
- Vieux-Moulin (Vosges)
- Vieux-Pont (Calvados)
- Vieux-Pont (Orne)
- Vieux-Port
- Vieux-Reng
- Vieux-Rouen-sur-Bresle
- Vieux-Rue
- Vieux-Ruffec
- Vieux-Thann
- Vieux-Viel
- Vieux-Villez
- Vieux-Vy-sur-Couesnon
- Vieux-lès-Asfeld
- Vieuzos
- Vievy-le-Rayé
- Viey
- Vif
- Viffort
- Vigean
- Vigeant
- Vigen
- Vigeois
- Viger
- Vigeville
- Viggianello (Francja)
- Viglain
- Vignacourt
- Vignale
- Vignats
- Vignaux
- Vigneaux
- Vignec
- Vignely
- Vignemont
- Vignes (Lozère)
- Vignes (Pyrénées-Atlantiques)
- Vignes (Yonne)
- Vignes-la-Côte
- Vigneul-sous-Montmédy
- Vigneulles
- Vigneulles-lès-Hattonchâtel
- Vigneux-Hocquet
- Vigneux-de-Bretagne
- Vigneux-sur-Seine
- Vignevieille
- Vignieu
- Vignoc
- Vignol
- Vignoles
- Vignolles
- Vignols
- Vignonet
- Vignory
- Vignot
- Vignoux-sous-les-Aix
- Vignoux-sur-Barangeon
- Vigny (Moselle)
- Vigoulant
- Vigoulet-Auzil
- Vigoux
- Vigueron
- Vigy
- Vihiers
- Vijon
- Vilcey-sur-Trey
- Vildé-Guingalan
- Vilhain
- Vilhonneur
- Villabon
- Villabé
- Villac
- Villacerf
- Villacourt
- Villadin
- Villafans
- Village-Neuf
- Villaines-en-Duesmois
- Villaines-la-Carelle
- Villaines-la-Gonais
- Villaines-la-Juhel
- Villaines-les-Prévôtes
- Villaines-les-Rochers
- Villaines-sous-Lucé
- Villaines-sous-Malicorne
- Villainville
- Villalet
- Villalier
- Villamblain
- Villamblard
- Villampuy
- Villamée
- Villandraut
- Villandry
- Villanière
- Villanova
- Villapourçon
- Villar-Loubière
- Villar-Saint-Anselme
- Villar-Saint-Pancrace
- Villar-d'Arêne
- Villar-en-Val
- Villard (Creuse)
- Villard (Haute-Savoie)
- Villard-Bonnot
- Villard-Léger
- Villard-Notre-Dame
- Villard-Reculas
- Villard-Reymond
- Villard-Saint-Christophe
- Villard-Saint-Sauveur
- Villard-Sallet
- Villard-d'Héry
- Villard-de-Lans
- Villard-sur-Bienne
- Villard-sur-Doron
- Villardebelle
- Villardonnel
- Villards-d'Héria
- Villards-sur-Thônes
- Villarembert
- Villargent
- Villargoix
- Villargondran
- Villariès
- Villarlurin
- Villarodin-Bourget
- Villaroger
- Villaroux
- Villars (Dordogne)
- Villars (Eure-et-Loir)
- Villars (Loire)
- Villars (Saône-et-Loire)
- Villars (Vaucluse)
- Villars-Colmars
- Villars-Fontaine
- Villars-Saint-Georges
- Villars-Santenoge
- Villars-en-Azois
- Villars-en-Pons
- Villars-et-Villenotte
- Villars-le-Pautel
- Villars-le-Sec
- Villars-les-Bois
- Villars-les-Dombes
- Villars-lès-Blamont
- Villars-sous-Dampjoux
- Villars-sous-Ecot
- Villars-sur-Var
- Villarzel-Cabardès
- Villarzel-du-Razès
- Villasavary
- Villate
- Villaudric
- Villautou
- Villavard
- Villaz
- Ville (Oise)
- Ville-Dieu-du-Temple
- Ville-Dommange
- Ville-Houdlémont
- Ville-Langy
- Ville-Saint-Jacques
- Ville-Savoye
- Ville-au-Montois
- Ville-au-Val
- Ville-aux-Bois
- Ville-aux-Bois-lès-Dizy
- Ville-aux-Bois-lès-Pontavert
- Ville-aux-Clercs
- Ville-aux-Dames
- Ville-d'Avray
- Ville-devant-Belrain
- Ville-devant-Chaumont
- Ville-di-Paraso
- Ville-di-Pietrabugno
- Ville-du-Bois
- Ville-du-Pont
- Ville-en-Blaisois
- Ville-en-Sallaz
- Ville-en-Selve
- Ville-en-Tardenois
- Ville-en-Vermois
- Ville-en-Woëvre
- Ville-la-Grand
- Ville-le-Marclet
- Ville-sous-Anjou
- Ville-sous-Orbais
- Ville-sous-la-Ferté
- Ville-sur-Ancre
- Ville-sur-Arce
- Ville-sur-Cousances
- Ville-sur-Illon
- Ville-sur-Jarnioux
- Ville-sur-Lumes
- Ville-sur-Retourne
- Ville-sur-Saulx
- Ville-sur-Terre
- Ville-sur-Tourbe
- Ville-sur-Yron
- Villeau
- Villebadin
- Villebarou
- Villebaudon
- Villebazy
- Villebernier
- Villeberny
- Villebichot
- Villeblevin
- Villebois
- Villebois-Lavalette
- Villebois-les-Pins
- Villebon
- Villebon-sur-Yvette
- Villebougis
- Villebourg
- Villebout
- Villebramar
- Villebret
- Villebrumier
- Villebéon
- Villecelin
- Villecerf
- Villecey-sur-Mad
- Villechantria
- Villechauve
- Villechenève
- Villechien
- Villechétif
- Villechétive
- Villecien
- Villecomtal
- Villecomtal-sur-Arros
- Villecomte
- Villeconin
- Villecourt
- Villecresnes
- Villecroze
- Villedaigne
- Villedieu (Cantal)
- Villedieu (Charente-Maritime)
- Villedieu (Creuse)
- Villedieu (Côte-d'Or)
- Villedieu (Doubs)
- Villedieu (Lozère)
- Villedieu (Vaucluse)
- Villedieu-du-Clain
- Villedieu-en-Fontenette
- Villedieu-la-Blouère
- Villedieu-le-Château
- Villedieu-les-Poêles
- Villedieu-lès-Bailleul
- Villedieu-sur-Indre
- Villedoux
- Villedubert
- Villedômain
- Villedômer
- Villefagnan
- Villefargeau
- Villefavard
- Villeferry
- Villefloure
- Villefollet
- Villefontaine
- Villefort (Aude)
- Villefort (Lozère)
- Villefranche (Gers)
- Villefranche (Yonne)
- Villefranche-d'Albigeois
- Villefranche-d'Allier
- Villefranche-de-Conflent
- Villefranche-de-Lauragais
- Villefranche-de-Lonchat
- Villefranche-de-Panat
- Villefranche-de-Rouergue
- Villefranche-du-Périgord
- Villefranche-du-Queyran
- Villefranche-le-Château
- Villefranche-sur-Cher
- Villefranche-sur-Mer
- Villefranche-sur-Saône
- Villefrancoeur
- Villefrancon
- Villefranque (Hautes-Pyrénées)
- Villefranque (Pyrénées-Atlantiques)
- Villegailhenc
- Villegats (Charente)
- Villegats (Eure)
- Villegaudin
- Villegenon
- Villegly
- Villegongis
- Villegouge
- Villegouin
- Villegusien-le-Lac
- Villeherviers
- Villejoubert
- Villejuif
- Villejust
- Villejésus
- Villelaure
- Villeloin-Coulangé
- Villelongue
- Villelongue-d'Aude
- Villelongue-de-la-Salanque
- Villelongue-dels-Monts
- Villeloup
- Villemade
- Villemagne
- Villemagne-l'Argentière
- Villemain
- Villemandeur
- Villemanoche
- Villemardy
- Villemareuil
- Villemaréchal
- Villematier
- Villemaur-sur-Vanne
- Villembits
- Villembray
- Villemer (Seine-et-Marne)
- Villemer (Yonne)
- Villemereuil
- Villemeux-sur-Eure
- Villemoirieu
- Villemoiron-en-Othe
- Villemoisan
- Villemoisson-sur-Orge
- Villemolaque
- Villemomble
- Villemontais
- Villemontoire
- Villemorien
- Villemorin
- Villemort
- Villemotier
- Villemoustaussou
- Villemoutiers
- Villemoyenne
- Villemur
- Villemur-sur-Tarn
- Villemurlin
- Villemus
- Villenauxe-la-Grande
- Villenauxe-la-Petite
- Villenave
- Villenave-d'Ornon
- Villenave-de-Rions
- Villenave-près-Béarn
- Villenave-près-Marsac
- Villenavotte
- Villeneuve (Ain)
- Villeneuve (Alpes-de-Haute-Provence)
- Villeneuve (Ariège)
- Villeneuve (Aveyron)
- Villeneuve (Creuse)
- Villeneuve (Gironde)
- Villeneuve (Puy-de-Dôme)
- Villeneuve (Saône-et-Loire)
- Villeneuve-Bellenoye-et-la-Maize
- Villeneuve-Frouville
- Villeneuve-Loubet
- Villeneuve-Lécussan
- Villeneuve-Minervois
- Villeneuve-Renneville-Chevigny
- Villeneuve-Saint-Denis
- Villeneuve-Saint-Georges
- Villeneuve-Saint-Germain
- Villeneuve-Saint-Nicolas
- Villeneuve-Saint-Salves
- Villeneuve-Saint-Vistre-et-Villevotte
- Villeneuve-Tolosane
- Villeneuve-au-Chemin
- Villeneuve-au-Châtelot
- Villeneuve-au-Chêne
- Villeneuve-d'Allier
- Villeneuve-d'Amont
- Villeneuve-d'Ascq
- Villeneuve-d'Aval
- Villeneuve-d'Entraunes
- Villeneuve-d'Olmes
- Villeneuve-de-Berg
- Villeneuve-de-Duras
- Villeneuve-de-Marc
- Villeneuve-de-Marsan
- Villeneuve-de-Rivière
- Villeneuve-de-la-Raho
- Villeneuve-du-Latou
- Villeneuve-du-Paréage
- Villeneuve-en-Chevrie
- Villeneuve-en-Montagne
- Villeneuve-l'Archevêque
- Villeneuve-la-Comptal
- Villeneuve-la-Comtesse
- Villeneuve-la-Dondagre
- Villeneuve-la-Garenne
- Villeneuve-la-Guyard
- Villeneuve-la-Lionne
- Villeneuve-la-Rivière
- Villeneuve-le-Comte
- Villeneuve-le-Roi
- Villeneuve-les-Bordes
- Villeneuve-les-Cerfs
- Villeneuve-les-Convers
- Villeneuve-les-Corbières
- Villeneuve-les-Genêts
- Villeneuve-les-Sablons
- Villeneuve-lès-Avignon
- Villeneuve-lès-Bouloc
- Villeneuve-lès-Béziers
- Villeneuve-lès-Charleville
- Villeneuve-lès-Charnod
- Villeneuve-lès-Lavaur
- Villeneuve-lès-Maguelone
- Villeneuve-lès-Montréal
- Villeneuve-sous-Charigny
- Villeneuve-sous-Dammartin
- Villeneuve-sous-Pymont
- Villeneuve-sous-Thury
- Villeneuve-sur-Allier
- Villeneuve-sur-Auvers
- Villeneuve-sur-Bellot
- Villeneuve-sur-Cher
- Villeneuve-sur-Conie
- Villeneuve-sur-Fère
- Villeneuve-sur-Lot
- Villeneuve-sur-Verberie
- Villeneuve-sur-Vère
- Villeneuve-sur-Yonne
- Villeneuvette
- Villennes-sur-Seine
- Villenouvelle
- Villenoy
- Villentrois
- Villeny
- Villepail
- Villeparisis
- Villeparois
- Villeperdrix
- Villeperdue
- Villeperrot
- Villepinte (Aude)
- Villepinte (Seine-Saint-Denis)
- Villeporcher
- Villepot
- Villepreux
- Villequier
- Villequier-Aumont
- Villequiers
- Viller
- Villerable
- Villerbon
- Villereau (Loiret)
- Villereau (Nord)
- Villerest
- Villeret (Aisne)
- Villeret (Aube)
- Villereversure
- Villermain
- Villeromain
- Villerouge-Termenès
- Villeroy (Seine-et-Marne)
- Villeroy (Somme)
- Villeroy (Yonne)
- Villeroy-sur-Méholle
- Villers (Loire)
- Villers (Vosges)
- Villers-Agron-Aiguizy
- Villers-Allerand
- Villers-Bocage (Calvados)
- Villers-Bocage (Somme)
- Villers-Bouton
- Villers-Bretonneux
- Villers-Brûlin
- Villers-Buzon
- Villers-Campsart
- Villers-Canivet
- Villers-Carbonnel
- Villers-Cernay
- Villers-Chemin-et-Mont-lès-Etrelles
- Villers-Chief
- Villers-Châtel
- Villers-Cotterêts
- Villers-Ecalles
- Villers-Farlay
- Villers-Faucon
- Villers-Franqueux
- Villers-Grélot
- Villers-Guislain
- Villers-Hélon
- Villers-Marmery
- Villers-Outréaux
- Villers-Pater
- Villers-Patras
- Villers-Plouich
- Villers-Pol
- Villers-Robert
- Villers-Rotin
- Villers-Saint-Barthélemy
- Villers-Saint-Christophe
- Villers-Saint-Frambourg
- Villers-Saint-Genest
- Villers-Saint-Martin
- Villers-Saint-Paul
- Villers-Saint-Sépulcre
- Villers-Semeuse
- Villers-Sir-Simon
- Villers-Sire-Nicole
- Villers-Stoncourt
- Villers-Tournelle
- Villers-Vaudey
- Villers-Vermont
- Villers-Vicomte
- Villers-au-Bois
- Villers-au-Flos
- Villers-au-Tertre
- Villers-aux-Bois
- Villers-aux-Erables
- Villers-aux-Noeuds
- Villers-aux-Vents
- Villers-devant-Dun
- Villers-devant-Mouzon
- Villers-devant-le-Thour
- Villers-en-Argonne
- Villers-en-Cauchies
- Villers-en-Haye
- Villers-en-Ouche
- Villers-en-Prayères
- Villers-en-Vexin
- Villers-l'Hôpital
- Villers-la-Chèvre
- Villers-la-Combe
- Villers-la-Faye
- Villers-la-Montagne
- Villers-la-Ville
- Villers-le-Château
- Villers-le-Lac
- Villers-le-Rond
- Villers-le-Sec (Aisne)
- Villers-le-Sec (Haute-Saône)
- Villers-le-Sec (Marne)
- Villers-le-Sec (Meuse)
- Villers-le-Tilleul
- Villers-le-Tourneur
- Villers-les-Bois
- Villers-les-Ormes
- Villers-les-Pots
- Villers-lès-Cagnicourt
- Villers-lès-Guise
- Villers-lès-Luxeuil
- Villers-lès-Mangiennes
- Villers-lès-Moivrons
- Villers-lès-Nancy
- Villers-lès-Roye
- Villers-sous-Ailly
- Villers-sous-Chalamont
- Villers-sous-Châtillon
- Villers-sous-Foucarmont
- Villers-sous-Montrond
- Villers-sous-Pareid
- Villers-sous-Prény
- Villers-sous-Saint-Leu
- Villers-sur-Auchy
- Villers-sur-Authie
- Villers-sur-Bar
- Villers-sur-Bonnières
- Villers-sur-Coudun
- Villers-sur-Fère
- Villers-sur-Mer
- Villers-sur-Meuse
- Villers-sur-Nied
- Villers-sur-Port
- Villers-sur-Saulnot
- Villers-sur-Trie
- Villers-sur-le-Mont
- Villers-sur-le-Roule
- Villerserine
- Villersexel
- Villerupt
- Villerville
- Villery
- Villeréal
- Villes
- Villes-sur-Auzon
- Villeselve
- Villeseneux
- Villesiscle
- Villespassans
- Villespy
- Villesèque
- Villesèque-des-Corbières
- Villesèquelande
- Villetaneuse
- Villetelle (Creuse)
- Villetelle (Hérault)
- Villethierry
- Villeton
- Villetoureix
- Villetritouls
- Villetrun
- Villette (Meurthe-et-Moselle)
- Villette (Yvelines)
- Villette-d'Anthon
- Villette-de-Vienne
- Villette-lès-Arbois
- Villette-lès-Dole
- Villette-sur-Ain
- Villette-sur-Aube
- Villettes (Eure)
- Villettes (Haute-Loire)
- Villeurbanne
- Villevallier
- Villevaudé
- Villevenard
- Villeveyrac
- Villevieille
- Villevieux
- Villevocance
- Villevoques
- Villevêque
- Villexanton
- Villexavier
- Villey
- Villey-Saint-Etienne
- Villey-le-Sec
- Villey-sur-Tille
- Villez-sous-Bailleul
- Villez-sur-le-Neubourg
- Villiers (Indre)
- Villiers (Vienne)
- Villiers-Charlemagne
- Villiers-Couture
- Villiers-Fossard
- Villiers-Herbisse
- Villiers-Louis
- Villiers-Saint-Benoît
- Villiers-Saint-Denis
- Villiers-Saint-Fréderic
- Villiers-Saint-Georges
- Villiers-Saint-Orien
- Villiers-Vineux
- Villiers-au-Bouin
- Villiers-aux-Corneilles
- Villiers-en-Bière
- Villiers-en-Bois
- Villiers-en-Désœuvre
- Villiers-en-Lieu
- Villiers-en-Morvan
- Villiers-en-Plaine
- Villiers-le-Bois
- Villiers-le-Bâcle
- Villiers-le-Duc
- Villiers-le-Mahieu
- Villiers-le-Morhier
- Villiers-le-Pré
- Villiers-le-Roux
- Villiers-le-Sec (Calvados)
- Villiers-le-Sec (Haute-Marne)
- Villiers-le-Sec (Nièvre)
- Villiers-les-Hauts
- Villiers-lès-Aprey
- Villiers-sous-Grez
- Villiers-sous-Mortagne
- Villiers-sous-Praslin
- Villiers-sur-Chizé
- Villiers-sur-Loir
- Villiers-sur-Marne
- Villiers-sur-Morin
- Villiers-sur-Orge
- Villiers-sur-Seine
- Villiers-sur-Suize
- Villiers-sur-Tholon
- Villiers-sur-Yonne
- Villiersfaux
- Villieu-Loyes-Mollon
- Villing
- Villié-Morgon
- Villognon
- Villon
- Villoncourt
- Villons-les-Buissons
- Villorceau
- Villosanges
- Villotran
- Villotte
- Villotte-Saint-Seine
- Villotte-devant-Louppy
- Villotte-sur-Aire
- Villotte-sur-Ource
- Villouxel
- Villuis
- Villy (Ardennes)
- Villy (Yonne)
- Villy-Bocage
- Villy-en-Auxois
- Villy-en-Trodes
- Villy-le-Bas
- Villy-le-Bois
- Villy-le-Bouveret
- Villy-le-Maréchal
- Villy-le-Moutier
- Villy-le-Pelloux
- Villy-lez-Falaise
- Villé
- Villécloye
- Vilory
- Vilosnes-Haraumont
- Vilsberg
- Vimarcé
- Vimenet
- Vimines
- Vimont
- Vimory
- Vimoutiers
- Vimpelles
- Vimy
- Vinantes
- Vinassan
- Vinax
- Vinay (Isère)
- Vinay (Marne)
- Vincelles (Jura)
- Vincelles (Marne)
- Vincelles (Saône-et-Loire)
- Vincelles (Yonne)
- Vincelottes
- Vincennes
- Vincent (miasto)
- Vincey
- Vincly
- Vincy-Manoeuvre
- Vincy-Reuil-et-Magny
- Vindecy
- Vindefontaine
- Vindelle
- Vindey
- Vindrac-Alayrac
- Vinets
- Vineuil (Indre)
- Vineuil (Loir-et-Cher)
- Vineuil-Saint-Firmin
- Vineuse
- Vinezac
- Vingrau
- Vingt-Hanaps
- Vinnemerville
- Vinneuf
- Vinon
- Vinon-sur-Verdon
- Vins-sur-Caramy
- Vinsobres
- Vintrou
- Vinzelles (Puy-de-Dôme)
- Vinzelles (Saône-et-Loire)
- Vinzier
- Vinzieux
- Vinça
- Viocourt
- Viodos-Abense-de-Bas
- Violaines
- Violay
- Viols-en-Laval
- Viols-le-Fort
- Violès
- Vioménil
- Vion (Ardèche)
- Vion (Sarthe)
- Vions
- Vionville
- Viozan
- Viplaix
- Vira (Ariège)
- Vira (Pyrénées-Orientales)
- Virac
- Virandeville
- Virargues
- Virazeil
- Vire
- Vire-sur-Lot
- Vireaux
- Virecourt
- Virelade
- Vireux-Molhain
- Vireux-Wallerand
- Virey
- Virey-le-Grand
- Virey-sous-Bar
- Virginy
- Viriat
- Viricelles
- Virieu
- Virieu-le-Grand
- Virieu-le-Petit
- Virigneux
- Virignin
- Viriville
- Virlet
- Virming
- Viroflay
- Virollet
- Vironchaux
- Vironvay
- Virsac
- Virson
- Virville
- Viry (Haute-Savoie)
- Viry (Jura)
- Viry (Saône-et-Loire)
- Viry-Châtillon
- Viry-Noureuil
- Viré
- Viré-en-Champagne
- Vis-en-Artois
- Visan
- Viscomtat
- Viscos
- Viserny
- Visker
- Vismes
- Visoncourt
- Vissac-Auteyrac
- Vissec
- Visseiche
- Viterbe
- Viterne
- Vitot
- Vitrac (Cantal)
- Vitrac (Dordogne)
- Vitrac (Puy-de-Dôme)
- Vitrac-Saint-Vincent
- Vitrac-en-Viadène
- Vitrac-sur-Montane
- Vitrai-sous-Laigle
- Vitray
- Vitray-en-Beauce
- Vitreux
- Vitrey
- Vitrey-sur-Mance
- Vitrimont
- Vitrolles (Bouches-du-Rhône)
- Vitrolles (Hautes-Alpes)
- Vitrolles (Vaucluse)
- Vitry-Laché
- Vitry-aux-Loges
- Vitry-en-Artois
- Vitry-en-Charollais
- Vitry-en-Montagne
- Vitry-en-Perthois
- Vitry-la-Ville
- Vitry-le-Croisé
- Vitry-le-François
- Vitry-lès-Cluny
- Vitry-lès-Nogent
- Vitry-sur-Loire
- Vitry-sur-Orne
- Vitry-sur-Seine
- Vitré (Deux-Sèvres)
- Vitré (Ille-et-Vilaine)
- Vittarville
- Vitteaux
- Vittefleur
- Vittel
- Vittersbourg
- Vittoncourt
- Vittonville
- Vitz-sur-Authie
- Viuz-en-Sallaz
- Viuz-la-Chiésaz
- Vivaise
- Vivans
- Vivario
- Viven
- Viverols
- Vivey
- Vivier
- Vivier-au-Court
- Viviers (Ardèche)
- Viviers (Moselle)
- Viviers (Yonne)
- Viviers-du-Lac
- Viviers-le-Gras
- Viviers-lès-Lavaur
- Viviers-lès-Montagnes
- Viviers-lès-Offroicourt
- Viviers-sur-Artaut
- Viviers-sur-Chiers
- Viviez
- Viville
- Vivières
- Viviès
- Vivoin
- Vivonne
- Vivy
- Vivès
- Vix (Côte-d'Or)
- Vix (Wandea)
- Vizille
- Vizos
- Viâpres-le-Petit
- Viéthorey
- Viévigne
- Viéville
- Viéville-en-Haye
- Viévy
- Vocance
- Vodable
- Voelfling-lès-Bouzonville
- Voeuil-et-Giget
- Vog é
- Vogelgrun
- Voglans
- Voharies
- Void-Vacon
- Voigny
- Voilemont
- Voillans
- Voillecomte
- Voimhaut
- Voingt
- Voinsles
- Voinémont
- Voipreux
- Voires
- Voiron
- Voiscreville
- Voise
- Voisenon
- Voisey
- Voisines (Haute-Marne)
- Voisines (Yonne)
- Voisins-le-Bretonneux
- Voissant
- Voissay
- Voiteur
- Voivre (Haute-Saône)
- Voivre (Vosges)
- Voivres
- Volckerinckhove
- Volesvres
- Volgelsheim
- Volgré
- Volksberg
- Vollore-Montagne
- Vollore-Ville
- Volmerange-les-Mines
- Volmerange-lès-Boulay
- Volmunster
- Volnay (Côte-d'Or)
- Volnay (Sarthe)
- Volon
- Volonne
- Volpajola
- Volvent
- Volvic
- Volx
- Vomécourt
- Vomécourt-sur-Madon
- Voncourt
- Voncq
- Vonges
- Vongnes
- Vonnas
- Voray-sur-l'Ognon
- Voreppe
- Vorey
- Vorges
- Vorges-les-Pins
- Vorly
- Vornay
- Vosbles
- Vosne-Romanée
- Vosnon
- Vou
- Vouarces
- Voudenay
- Vougeot
- Vougrey
- Vougy (Haute-Savoie)
- Vougy (Loire)
- Vougécourt
- Vouharte
- Vouhenans
- Vouhé (Charente-Maritime)
- Vouhé (Deux-Sèvres)
- Vouillers
- Vouillon
- Vouilly
- Vouillé (Deux-Sèvres)
- Vouillé (Vienne)
- Voujeaucourt
- Voulaines-les-Templiers
- Voulangis
- Voulgézac
- Voulon
- Voulpaix
- Voulte-sur-Rhône
- Voultegon
- Voulton
- Voulx
- Voulême
- Vouneuil-sous-Biard
- Vouneuil-sur-Vienne
- Vourey
- Vourles
- Voussac
- Voutenay-sur-Cure
- Voutezac
- Vouthon
- Vouthon-Bas
- Vouthon-Haut
- Voutré
- Vouvant
- Vouvray
- Vouvray-sur-Huisne
- Vouvray-sur-Loir
- Vouxey
- Vouzailles
- Vouzan
- Vouzeron
- Vouziers
- Vouzon
- Vouzy
- Voué
- Vouécourt
- Voves
- Vovray-en-Bornes
- Voyenne
- Voyennes
- Voyer
- Vraie-Croix
- Vraignes-en-Vermandois
- Vraincourt
- Vraiville
- Vraux
- Vred
- Vregille
- Vregny
- Vriange
- Vrigne-Meuse
- Vrigne-aux-Bois
- Vrigny (Loiret)
- Vrigny (Marne)
- Vrigny (Orne)
- Vritz
- Vrizy
- Vrocourt
- Vroil
- Vron
- Vroncourt
- Vroncourt-la-Côte
- Vroville
- Vry
- Vrécourt
- Vrély
- Vrétot
- Vue
- Vuillafans
- Vuillecin
- Vuillery
- Vulaines
- Vulaines-lès-Provins
- Vulaines-sur-Seine
- Vulbens
- Vulmont
- Vulvoz
- Vy-le-Ferroux
- Vy-lès-Filain
- Vy-lès-Lure
- Vy-lès-Rupt
- Vyans-le-Val
- Vyt-lès-Belvoir
- Vèbre
- Vèze (Cantal)
- Vèze (Doubs)
- Védrines-Saint-Loup
- Végennes
- Vého
- Vélieux
- Vélines
- Vélizy-Villacoublay
- Vélu
- Vélye
- Vénestanville
- Vénissieux
- Vénosc
- Vénès
- Vénéjan
- Vénérand
- Vénérieu
- Vénérolles
- Vérac
- Véranne
- Vérargues
- Véraza
- Véretz
- Véria
- Vérignon
- Vérigny
- Vérin
- Vérines
- Vérissey
- Véron
- Véronne
- Véronnes
- Véry
- Vésigneul-sur-Marne
- Vésines
- Vésinet
- Vétraz-Monthoux
- Vétrigne
- Vézac (Cantal)
- Vézac (Dordogne)
- Vézannes
- Vézaponin
- Vézelay
- Vézelise
- Vézelois
- Vézeronce-Curtin
- Vézier
- Vézillon
- Vézilly
- Vézinnes
- Vézins-de-Lévézou
- Vézières
- Vézénobres
- Vézézoux
- Vœgtlinshoffen
- Vœllerdingen

| A \| B \| C \| D \| E \| F \| G \| H \| I \| J \| K \| L \| M \| N \| O \| P \| Q \| R \| S \| T \| U \| V \| W \| X \| Y \| Z \| É |